# Maria Kljonova
Maria Vasiljevna Kljonova (ryska: Мария Васильевна Клёнова), född 1898, död 1976, var en sovjetisk maringeolog.
Nedslagskratern Klenova på planeten Venus är uppkallad efter henne.